# Freddie Thorp
Frederick Nicholas Thorp (Londres, Inglaterra; 7 de marzo de 1994) es un actor inglés. Ha protagonizado películas de acción como Overdrive de 2017, así como la serie de Netflix Safe y Fate: The Winx Saga.

## Biografía
Thorp nació en Kensington y Chelsea, en Londres, capital de Inglaterra, hijo de Nick Thorp y Antonia Manley.
Thorp asistió a la Summer Fields School en Oxford. Pasó el verano de 2013 en la ciudad de Nueva York tomando clases en el Instituto de Teatro y Cine Lee Strasberg. Ese otoño, inició sus estudios de psicología en la Universidad de Exeter, donde participó en teatro a través de su facultad teatral EUTCo.

## Filmografía

### Películas
| Año  | Título                | Papel          | Notas |
| ---- | --------------------- | -------------- | ----- |
| 2016 | The Head Hunter       | Terry Medina   |       |
| 2016 | To Dream              | Tommy          |       |
| 2017 | Overdrive             | Garrett Foster | [ 6 ] |
| 2018 | Summit Fever          |                | [ 7 ] |
| 2024 | Strictly Confidential | James          | [ 8 ] |

### Televisión
| Año        | Título                 | Papel         | Notas                  |
| ---------- | ---------------------- | ------------- | ---------------------- |
| 2015       | Doctors                | Stuart Willis | Episodio: «Plus One»   |
| 2015       | The Advocate           | Tommy Reese   | Película de televisión |
| 2018       | A Discovery of Witches | Matthieu Beny | 1 episodio             |
| 2018       | Safe                   | Chris Chahal  | Rol principal          |
| 2021- 2022 | Fate: The Winx Saga    | Riven         | Rol principal          |

### Escenario
| Año  | Título     | Papel | Notas                    |
| ---- | ---------- | ----- | ------------------------ |
| 2016 | No Quarter | Arlo  | Network Theatre, Londres |